# Tongass Passage
Tongass Passage är ett sund på gränsen mellan Alaska i USA och British Columbia i Kanada.